# Сан Мартино ин Фредана-Монзаграти (Лука)
Сан Мартино ин Фредана-Монзаграти је насеље у Италији у округу Лука, региону Тоскана.
Према процени из 2011. у насељу је живело 1182 становника. Насеље се налази на надморској висини од 80 м.